# Dwireć (obwód chmielnicki)
Dwireć (ukr. Двірець) – wieś na Ukrainie, w obwodzie chmielnickim, w rejonie szepetowskim, nad Horyniem. Do 2020 w rejonie zasławskim. W 2001 roku liczyła 580 mieszkańców.
Pierwsza wzmianka o miejscowości pochodzi z 1545 roku. Pod koniec XIX w. wieś w powiecie zasławskim.
Znajduje się tu przystanek kolejowy Dwirećkyj, położony na linii Szepetówka – Tarnopol.